# XXXIII Individual d'Escala i Corda
El XXXIII Trofeu Individual d'Escala i Corda-Trofeu President de la Generalitat 2018 s'anuncià després que es fera públic el nou sistema de competició per al XXXII Individual de Raspall, segons el qual els escalaters participants competirien en dos grups separats, imparell i parell, segons la classificació en l'edició anterior: d'eixa manera, Soro III i Pere Roc II competiran cada un en un grup, mentre els altres dos semifinalistes, Marc de Montserrat —lesionat— i Miguel de Petrer —retirat enguany—, cediran la posició a Puchol II i Fageca; Pablo de Borriol també fou baixa per lesió.
La configuració final del campionat es feu pública el 28 d'agost: com en el de raspall, els escalaters estan separats en dos grups, el parell amb Pere Roc, Fageca, Bueno i Giner com a caps de sèrie a més de Pablo de Sella, Nacho, Salva i De la Vega; l'imparell, encapçalat per Soro, Pucholet, Genovés II i Santi de Finestrat, a més de Monrabal i els debutants que isquen de les preliminars.
La competició oficial començarà divendres 5 d'octubre a Vila-real i la final serà diumenge 4 de novembre a Pelayo, però abans s'enfrontaran José Salvador contra Pere a Borriana (24 de setembre) i, dissabte 29, Ferrer contra Álvaro Gimeno i Francés contra Guillermo.

## Cronologia
| P   | Figura         | Llinatges                  | Lloc d'origen      | E  | Palmarés |
| --- | -------------- | -------------------------- | ------------------ | -- | -------- |
| 4/4 | Puchol II      | Xavi Puchol Catalunya      | Vinalesa           | 27 | 1 · 1    |
| 3/4 | Pere Roc II    | Rodrigo Sebastià Alonso    | Benidorm           | 25 | 1        |
| 2/3 | Bueno          | Víctor Bueno Gimeno        | Meliana            | 27 | 1 sub-18 |
| 3/4 | Pere           | Pere Ribes García          | Pedreguer          | 33 |          |
| 1/2 | De la Vega     | Lluís de la Vega Herrero   | Almussafes         | 21 |          |
| 1/2 | Genovés II     | José Cabanes Corcera       | el Genovés         | 36 | 5        |
| 0/1 | Ferrer         | Santi Ferrer Reus          | Llíber             | 24 |          |
| 0/1 | Giner          | Marc Giner Giner           | Murla              | 20 | 1 sub-18 |
| 1/2 | Nacho          | Ignacio Chacón Dalmau      | Beniparrell        | 29 |          |
| 2/3 | Francés        | Álvaro José Francés Moreno | Petrer             | 22 |          |
| 0/1 | Monrabal       | Roberto Monrabal           | Vilamarxant        | 27 |          |
| 0/1 | Pablo de Sella | Pablo Vidal Climent        | Sella              | 26 |          |
| 0/1 | Salva          | Salvador Vicente Mormeneo  | Massamagrell       | 39 |          |
| 0/1 | Soro III       | Francesc Soro Juan         | Massamagrell       | 34 | 5 · 3    |
| 0/1 | Santi          | Santiago Ortuño Orquín     | Finestrat          | 33 | 1        |
| 0/1 | Fageca         | Ismael Vidal Soneira       | València           | 31 | 1        |
| 0/1 | José Salvador  | José Salvador Fernández    | Quart de les Valls | 20 | 1 sub-23 |
| 0/1 | Álvaro         | Álvaro Gimeno Burgos       | Massalfassar       | 20 |          |
| 0/1 | Guillermo      | Guillermo Alandes Vidal    | el Puig            | 23 |          |

Pere de Pedreguer es classificà per a octaus de final en guanyar a José Salvador de Quart per la mínima (60-55), encara que l'un, mitger, jugà de blau i l'altre, campió individual sub-23, dominà la primera mitat de la partida, disputada dilluns 24 a Borriana.
Quatre dies més tard (divendres 28), el trinquet de Vilamarxant oferí les altres dos partides classificatòries: la primera, entre Ferrer de Llíber i Álvaro de Massalfassar, anà igualada fins a 30, però el lliberer jugà més solt que el massalfasser i el guanyà 60 per 35; la segona, entre Francés de Petrer i Guillermo del Puig, el primer fon superior i guanyà 60 per 25 amb solvència.

### Octaus de final
La competició oficial començà divendres 5 d'octubre al trinquet Salvador Sagols: Pere, de blau, s'enfrontà a un altre mitger, Santi de Finestrat, que fon subcampió del Trofeu Individual Bancaixa de 2012; el duel estigué igualat fins al joc 30, quan Pere aconseguí fer quatre jocs seguits i avançar-se a 30 per 50; Santi, que fins llavors havia jugat com volia Pere, es refeu a 45 per 50 i l'últim tram de la partida tornà a estar igualat encara que, al remat, Pere aconseguí guanyar 50 per 60.
Dilluns 8 al trinquet Batiste Viñes, es classificà un altre mitger: Nacho de Beniparrell, de blau, hagué de treballar-se la victòria front a Ismael Fageca —subcampió del Trofeu Individual Bancaixa de 2014— que, malgrat no estar al nivell d'abans, encara sabé amagar la pilota al Nacho; la partida estigué disputada amb jocs alterns fins a 40 iguals, encara que el millor joc a l'aire de Nacho li donà la victòria 60 per 40.
Dimecres 10 es produí un resultat inesperat al Nou Trinquet de Guadassuar: el campió vigent, Soro III, va perdre 45 per 60 front a Francés de Petrer, després d'un començament igualat fins a 25 per 30 en què Francés li trencà el dau i sabé defendre el seu fins a guanyar la partida, el passe a quarts de final i, de retruc, eliminar un altre dels favorits per al títol.
Divendres 12, el trinquet de Vilamarxant albergà un duel entre els mitgers Salva de Massamagrell i Bueno de Meliana: est últim destacà en l'edició anterior per guanyar totes les partides disputades fins a perdre davant el Soro; en esta partida es mantingué sempre per davant de Salva fins a guanyar-lo 60 per 40.
Dissabte 13 de vesprada, Pere Roc eliminà Pablo de Sella sense oposició, 60 per 20, al trinquet de Pedreguer.
I diumenge 14 es jugaren els tres últims octaus:
de matí, el trinquet El Rovellet n'oferí dos seguits, en els quals Genovés II guanyà 60 per 35 a Ferrer, i Puchol II a Monrabal en partida sabatera (60-15);
per la vesprada, De la Vega eliminà amb autoritat (20 per 60) a Giner de Murla, que només pogué fer un joc, encara que en algun moment estigué a punt de plantar cara.

### Quarts de final
Dimarts 16, Francés i Pere es disputaren el primer lloc per a les semifinals al Tio Pena: encara que el primer eixí com a favorit després d'eliminar el Soro, Pere dugué la iniciativa i obligà a Francés a igualar-lo contínuament a 30 i a 40 fins a avançar-se 45 per 40, però llavors el mitger pedreguer encadenà un joc darrere de l'altre fins a guanyar-lo 60 per 45.
Les dos partides següents, previstes per a divendres 19, s'hagueren d'ajornar al diumenge 21 per l'avís de temporal ocasionat per l'huracà Leslie (2018):
a Vila-real, els jocs s'alternaren des del començament fins que Puchol II trencà el dau a Genovés II (35-30), moment a partir del qual es destacà quasi sense oposició —Genovés encara li tombà un val i feu un últim joc, 55 a 35— fins a guanyar la partida;
a Sueca, el duel de mitgers entre Pere i Bueno es resolgué a favor del segon, molt superior sobretot a partir del 30 per 35 que esdevingué l'últim joc guanyat pel pedreguer.
L'últim quart, dimarts 23 a Massamagrell, tingué bona assistència de públic i postura favorable —donaven de deu— a Pere Roc II, que jugà de roig, però De la Vega dugué la iniciativa al començament de la partida i aprofità el nerviosisme del contrincant per a situar el marcador a 15 per 25; Pere Roc recuperà la calma i, encara que igualà a 25, els jocs se succeïren del dau estant amb el blau un joc sempre per davant i les ovacions del públic davant el bon joc de l'almussafeny, mentre el benidormer li costava més fer el quinze; però amb 45 per 50 blau, De la Vega tingué dos errors al rest que Pere Roc aprofità per a créixer i, després d'igualar a 50 i a 55, guanyà la partida restant.

### Semifinals
Puchol II i Pere disputaren la primera semifinal divendres 26 a Vilamarxant, el trinquet on Puchol fon eliminat en l'edició anterior: la partida començà dauera fins al 30 per 20 favorable a Puchol, que feu el primer joc del rest i s'avançà 45 per 25; Pere, que fins llavors havia jugat molt durant el campionat, contestà amb quatre jocs seguits per a igualar a 45; els dos jocs següents els feren del dau estant, igualant a 50, però Puchol guanyà el passe a la final amb dos últims jocs consecutius i un llarg aplaudiment del públic per als dos figures.
L'altra es jugà diumenge 28 de vesprada a Bellreguard, després que de matí Moltó s'hi proclamara campió individual front a Marrahí: Pere Roc II era el favorit en les travesses, però Bueno, que l'any passat ja feu molt bon campionat, prengué la iniciativa i se situà en 30 per 50 a favor, abans que Pere Roc remuntara fins a igualar a 50; Bueno fon el primer en fer el joc 55, del rest estant, però Roc repetí la gesta i, en acabant, sentencià la partida del dau, encara que una pilotada de Bueno a la galeria que caigué podria haver girat el desenllaç de la partida.
|  | Vuitens de final                    | Vuitens de final                   |                                     |    | Quarts de final | Quarts de final |  |  | Semifinals | Semifinals |  |  | Final | Final |
|  |                                     |                                    |                                     |    |                 |                 |  |  |            |            |  |  |       |       |
|  | Vila-real, divendres 5 d'octubre    |                                    |                                     |    |                 |                 |  |  |            |            |  |  |       |       |
|  |                                     |                                    |                                     |    |                 |                 |  |  |            |            |  |  |       |       |
|  | Santi                               | 50                                 |                                     |    |                 |                 |  |  |            |            |  |  |       |       |
|  | Santi                               | 50                                 | Massamagrell, dimarts 16 d'octubre  |    |                 |                 |  |  |            |            |  |  |       |       |
|  | Pere                                | 60                                 |                                     |    |                 |                 |  |  |            |            |  |  |       |       |
|  | Pere                                | 60                                 | Francés                             | 45 |                 |                 |  |  |            |            |  |  |       |       |
|  | Guadassuar, dimecres 10 d'octubre   |                                    | Francés                             | 45 |                 |                 |  |  |            |            |  |  |       |       |
|  |                                     | Pere                               | 60                                  |    |                 |                 |  |  |            |            |  |  |       |       |
|  | Soro III                            | Pere                               | 60                                  | 45 |                 |                 |  |  |            |            |  |  |       |       |
|  | Soro III                            |                                    | Vilamarxant, divendres 26 d'octubre | 45 |                 |                 |  |  |            |            |  |  |       |       |
|  | Francés                             | 60                                 |                                     |    |                 |                 |  |  |            |            |  |  |       |       |
|  | Francés                             | 60                                 | Puchol II                           | 60 |                 |                 |  |  |            |            |  |  |       |       |
|  | Dénia, diumenge 14 d'octubre        |                                    | Puchol II                           | 60 |                 |                 |  |  |            |            |  |  |       |       |
|  |                                     | Pere                               | 50                                  |    |                 |                 |  |  |            |            |  |  |       |       |
|  | Genovés II                          | Pere                               | 50                                  | 60 |                 |                 |  |  |            |            |  |  |       |       |
|  | Genovés II                          | Vila-real, diumenge 21 d'octubre   |                                     | 60 |                 |                 |  |  |            |            |  |  |       |       |
|  | Ferrer                              | 35                                 |                                     |    |                 |                 |  |  |            |            |  |  |       |       |
|  | Ferrer                              | 35                                 | Puchol II                           | 60 |                 |                 |  |  |            |            |  |  |       |       |
|  | Dénia, diumenge 14 d'octubre        |                                    | Puchol II                           | 60 |                 |                 |  |  |            |            |  |  |       |       |
|  |                                     | Genovés                            | 35                                  |    |                 |                 |  |  |            |            |  |  |       |       |
|  | Puchol II                           | Genovés                            | 35                                  | 60 |                 |                 |  |  |            |            |  |  |       |       |
|  | Puchol II                           |                                    | Pelayo, diumenge 4 de novembre      | 60 |                 |                 |  |  |            |            |  |  |       |       |
|  | Monrabal                            | 15                                 |                                     |    |                 |                 |  |  |            |            |  |  |       |       |
|  | Monrabal                            | 15                                 | Puchol II                           | 60 |                 |                 |  |  |            |            |  |  |       |       |
|  | Borriana, dilluns 8 d'octubre       |                                    | Puchol II                           | 60 |                 |                 |  |  |            |            |  |  |       |       |
|  |                                     | Pere Roc II                        | 55                                  |    |                 |                 |  |  |            |            |  |  |       |       |
|  | Fageca                              | Pere Roc II                        | 55                                  | 40 |                 |                 |  |  |            |            |  |  |       |       |
|  | Fageca                              | Sueca, diumenge 21 d'octubre       |                                     | 40 |                 |                 |  |  |            |            |  |  |       |       |
|  | Nacho                               | 60                                 |                                     |    |                 |                 |  |  |            |            |  |  |       |       |
|  | Nacho                               | 60                                 | Nacho                               | 30 |                 |                 |  |  |            |            |  |  |       |       |
|  | Vilamarxant, divendres 12 d'octubre |                                    | Nacho                               | 30 |                 |                 |  |  |            |            |  |  |       |       |
|  |                                     | Bueno                              | 60                                  |    |                 |                 |  |  |            |            |  |  |       |       |
|  | Bueno                               | Bueno                              | 60                                  | 60 |                 |                 |  |  |            |            |  |  |       |       |
|  | Bueno                               |                                    | Bellreguard, diumenge 28 d'octubre  | 60 |                 |                 |  |  |            |            |  |  |       |       |
|  | Salva                               | 40                                 |                                     |    |                 |                 |  |  |            |            |  |  |       |       |
|  | Salva                               | 40                                 | Pere Roc II                         | 60 |                 |                 |  |  |            |            |  |  |       |       |
|  | Pedreguer, dissabte 13 d'octubre    |                                    | Pere Roc II                         | 60 |                 |                 |  |  |            |            |  |  |       |       |
|  |                                     | Bueno                              | 55                                  |    |                 |                 |  |  |            |            |  |  |       |       |
|  | Pere Roc II de Benidorm             | Bueno                              | 55                                  | 60 |                 |                 |  |  |            |            |  |  |       |       |
|  | Pere Roc II de Benidorm             | Massamagrell, dimarts 23 d'octubre |                                     | 60 |                 |                 |  |  |            |            |  |  |       |       |
|  | Pablo                               | 20                                 |                                     |    |                 |                 |  |  |            |            |  |  |       |       |
|  | Pablo                               | 20                                 | Pere Roc II                         | 60 |                 |                 |  |  |            |            |  |  |       |       |
|  | Bellreguard, diumenge 14 d'octubre  |                                    | Pere Roc II                         | 60 |                 |                 |  |  |            |            |  |  |       |       |
|  |                                     | De la Vega                         | 55                                  |    |                 |                 |  |  |            |            |  |  |       |       |
|  | De la Vega                          | De la Vega                         | 55                                  | 60 |                 |                 |  |  |            |            |  |  |       |       |
|  | De la Vega                          |                                    |                                     | 60 |                 |                 |  |  |            |            |  |  |       |       |
|  | Giner                               | 20                                 |                                     |    |                 |                 |  |  |            |            |  |  |       |       |
|  | Giner                               | 20                                 |                                     |    |                 |                 |  |  |            |            |  |  |       |       |

### Final

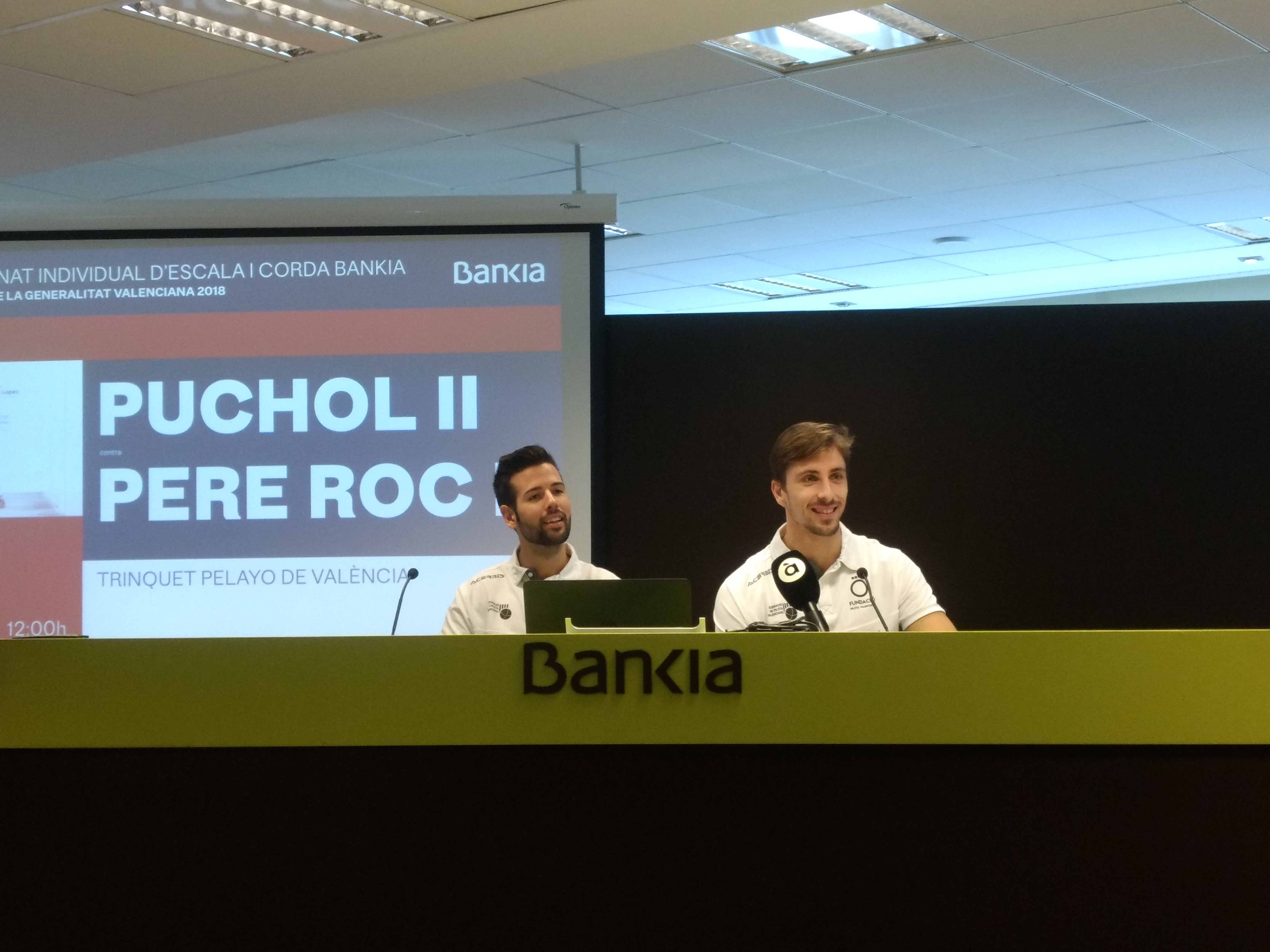
Presentació de la final a Bankia

En la presentació de la final a la seu de Bankia, cada pilotari destacà les virtuts de l'altre: Puchol II assenyalà la fortalesa mental de Pere Roc II, el qual lloà la tècnica al rebot del seu adversari; en guanyar la reballada, Pere Roc trià Ximo Oltra com a feridor, la qual cosa afavorí Puchol, que començaria al dau amb Miguelín; la partida es retransmeté en directe per À Punt.
El dia de la partida, amb el trinquet de Pelayo ple d'aficionats benidormers i vinalesins, la càtedra donava de quinze a favor del roig, Puchol II, que anotà primer (20 per 15):
al remat això seria definidor per al resultat, ja que els jocs se succeïren del dau estant amb una durada mitja de dos minuts, alguns amb més vals que altres, però sense que cap dels dos jugadors se sentira còmode, fins al 55 per 55 decisiu en el qual Puchol, amb val i 15 a favor, guanyà l'últim quinze amb una pilotada a la galeria.
Passada la final, Puchol reconegué la satisfacció d'haver tornat a guanyar l'Individual, la qual cosa confirmava per a ell que l'altra edició que guanyà no fon per atzar; per a Pere Roc, el resultat era prou bo després d'haver patit una lesió que li impedí preparar el campionat com voldria, en una temporada en què disputà tres finals, l'última amb un adversari com Puchol II, molt efectiu al dau de Pelayo.